# Euler-Ziegel
Ein Euler-Ziegel ist ein Quader, bei dem die Längen der Kanten und Flächendiagonalen ganzzahlige Werte haben. Dieses spezielle Parallelepiped wurde nach Leonhard Euler benannt. Es wird von drei Dreiecken aufgespannt, deren Kantenlängen Pythagoreische Tripel sind, und deren rechte Winkel an einer Ecke zusammenstoßen.

## Definition
Ein Euler-Ziegel ist primitiv, wenn die drei Kantenlängen keinen gemeinsamen Teiler haben.
Die geometrische Definition des Euler-Ziegels ist äquivalent zu einer Lösung des folgenden Systems von diophantischen Gleichungen:
{\displaystyle {\begin{cases}a^{2}+b^{2}=d^{2}\\a^{2}+c^{2}=e^{2}\\b^{2}+c^{2}=f^{2}\end{cases}}}
wobei a, b, c die Kanten und d, e, f die Flächendiagonalen sind. Euler fand mindestens zwei parametrische Lösungen des Problems, aber keine liefert alle Lösungen.

## Eigenschaften
Wenn  (a, b, c) eine Lösung ist, dann ist auch  (ka, kb, kc) eine Lösung für irgendein k. Folglich erhält man die Lösungen in rationalen Zahlen durch Multiplikation von ganzzahligen Lösungen mit einem Faktor k.
Für einen Euler-Ziegel mit den Kantenlängen (a, b, c) liefert das Tripel (bc, ac, ab) ebenfalls einen Euler-Ziegel.:p. 106
- Mindestens zwei Kantenlängen eines Euler-Ziegels sind durch 3 teilbar[3]:p. 106, wobei mindestens eine dieser beiden Kantenlängen sogar durch 9 teilbar ist.
- Mindestens zwei Kantenlängen eines Euler-Ziegels sind durch 4 teilbar.[3]:p. 106
- Mindestens eine Kantenlänge eines Euler-Ziegels ist durch 5 teilbar.
- Mindestens eine Kantenlänge eines Euler-Ziegels ist durch 11 teilbar.[3]:p. 106

## Generierende Formeln
Unendlich viele Euler-Ziegel können mit folgender Formel generiert werden: Sei (u, v, w) ein Pythagoreisches Tripel (das heißt, {\displaystyle u^{2}+v^{2}=w^{2}.}). Dann:p. 105 hat ein Quader mit den Kanten
{\displaystyle a=u|4v^{2}-w^{2}|,\quad b=v|4u^{2}-w^{2}|,\quad c=4uvw}
die Flächendiagonalen
{\displaystyle d=w^{3},\quad e=u(4v^{2}+w^{2}),\quad f=v(4u^{2}+w^{2}).}
Diese Formeln wurden 1740 von Nicholas Saunderson hergeleitet.

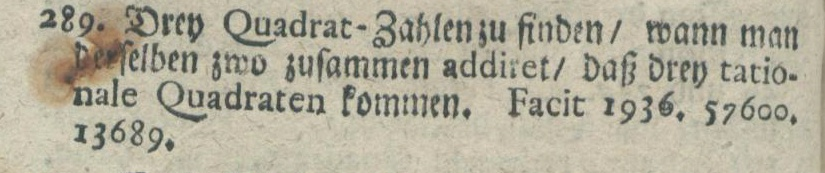
Aufgabe Nr. 289 bei Paul Halcke mit der Lösung 44^{2}=1936, 240^{2}=57600, 117^{2}=13689

## Beispiele

Die fünf primitiven Euler-Ziegel mit Kantenlängen unter 1000

Die ersten primitiven Lösungen (siehe die OEIS-Folgen OEIS A031173, A031174, A031175) sind:
| (a, b, c)         | (d, e, f)          |
| ----------------- | ------------------ |
| (44, 117, 240)    | (125, 244, 267) 1  |
| (85, 132, 720)    | (157, 725, 732)    |
| (140, 480, 693)   | (500, 707, 843)    |
| (160, 231, 792)   | (281, 808, 825)    |
| (187, 1020, 1584) | (1037, 1595, 1884) |
| (195, 748, 6336)  | (773, 6339, 6380)  |
| (240, 252, 275)   | (348, 365, 373)    |
| (429, 880, 2340)  | (979, 2379, 2500)  |
| (495, 4888, 8160) | (4913, 8175, 9512) |
| (528, 5796, 6325) | (5820, 6347, 8579) |

## Perfekter Euler-Ziegel
Ein Euler-Ziegel heißt perfekt, wenn zusätzlich auch die Raumdiagonale eine ganzzahlige Länge hat, das heißt dem obigen System wird noch folgende diophantische Gleichung hinzugefügt:
{\displaystyle a^{2}+b^{2}+c^{2}=g^{2},\,}
wobei g die Raumdiagonale ist. Es wurde bisher noch kein Beispiel für einen perfekten Euler-Ziegel gefunden, und es wurde auch nicht bewiesen, dass keiner existiert. Computergestützte Suchen zeigen, dass bei einem perfekten Euler-Ziegel eine der Kanten größer als 3·1012 sein müsste. Außerdem müsste seine kleinste Kante größer als 1010 sein.
Ein primitiver perfekter Euler-Ziegel, falls er denn existierte, müsste folgende Eigenschaften haben:
- Die Längen einer Kante, zweier Flächendiagonalen und die der Raumdiagonalen müssen ungerade sein; eine Kantenlänge und die Länge der verbleibenden Flächendiagonale müssen durch 4 teilbar sein, und die Länge der dritten Kante muss durch 16 teilbar sein.
- Zwei Kantenlängen müssen durch 3 teilbar sein, und wenigstens eine dieser Kantenlängen muss durch 9 teilbar sein.
- Eine Kantenlänge muss durch 5 teilbar sein.
- Eine Kantenlänge muss durch 7 teilbar sein.
- Eine Kantenlänge muss durch 11 teilbar sein.
- Eine Kantenlänge muss durch 19 teilbar sein.
- Eine Kantenlänge oder die Länge der Raumdiagonalen muss durch 13 teilbar sein.
- Eine Kanten-, Flächendiagonalen- oder Raumdiagonalenlänge muss durch 17 teilbar sein.
- Eine Kanten-, Flächendiagonalen- oder Raumdiagonalenlänge muss durch 29 teilbar sein.
- Eine Kanten-, Flächendiagonalen- oder Raumdiagonalenlänge muss durch 37 teilbar sein.
- Die Raumdiagonalenlänge kann keine Zweierpotenz oder das fünffache einer Zweierpotenz sein.[3]:p. 101

Für abgeschwächte Bedingungen wurden Lösungen gefunden, zum Beispiel haben bei
{\displaystyle (a,b,c)=(672,153,104)\,}
die Raumdiagonale und nur zwei der drei Flächendiagonalen ganzzahlige Längen, oder bei
{\displaystyle (a,b,c)=(18720,{\sqrt {211773121}},7800)}
und
{\displaystyle (a,b,c)=(520,576,{\sqrt {618849}})}
haben zwar alle vier Diagonalen, aber nur zwei der drei Kanten ganzzahlige Längen.
Es gibt keinen Quader mit ganzzahliger Raumdiagonallänge und aufeinanderfolgenden Kantenlängen.:p. 99
Der Beweis, dass es keinen perfekten Euler-Ziegel gibt, ist möglicherweise unvollständig.

## Perfektes Parallelepiped
Ein perfektes Parallelepiped ist ein Parallelepiped mit ganzzahligen Längen der Kanten, Flächendiagonalen und Raumdiagonalen, das aber nicht unbedingt lauter rechte Winkel hat. Ein perfekter Euler-Ziegel ist ein Spezialfall eines perfekten Parallelepipeds. 2009 wurde gezeigt, dass Dutzende perfekter Parallelepipede existieren, was eine offene Frage von Richard Guy beantwortete. Einige dieser Parallelepipede haben zwei rechteckige Flächen.